# Campeonato Mundial de Patinação Artística no Gelo de 1955
O Campeonato Mundial de Patinação Artística no Gelo de 1955 foi a quadragésima sexta edição do Campeonato Mundial de Patinação Artística no Gelo, um evento anual de patinação artística no gelo organizado pela União Internacional de Patinação (em inglês:  International Skating Union) onde os patinadores artísticos competem pelo título de campeão mundial. A competição foi disputada entre os dias 15 de fevereiro e 18 de fevereiro, na cidade de Viena, Áustria.

## Eventos
- Individual masculino
- Individual feminino
- Duplas
- Dança no gelo

## Medalhistas
| Evento                        | Ouro                                         | Prata                                    | Bronze                                           |
| Individual masculino detalhes | Hayes Alan Jenkins · Estados Unidos          | Ronald Robertson · Estados Unidos        | David Jenkins · Estados Unidos                   |
| Individual feminino detalhes  | Tenley Albright · Estados Unidos             | Carol Heiss · Estados Unidos             | Hanna Eigel · Áustria                            |
| Duplas detalhes               | Frances Dafoe · Norris Bowden · Canadá       | Sissy Schwarz · Kurt Oppelt · Áustria    | Marianne Nagy · László Nagy · Hungria            |
| Dança no gelo detalhes        | Jean Westwood · Lawrence Demmy · Reino Unido | Nesta Davies · Paul Thomas · Reino Unido | Barbara Radford · Raymond Lockwood · Reino Unido |

## Resultados

### Individual masculino
| Pos.              | Nome               | Nacionalidade      | Pontos |
| ----------------- | ------------------ | ------------------ | ------ |
| Medalha de ouro   | Hayes Alan Jenkins | Estados Unidos     | 11     |
| Medalha de prata  | Ronald Robertson   | Estados Unidos     | 16     |
| Medalha de bronze | David Jenkins      | Estados Unidos     | 28     |
| 4                 | Alain Giletti      | França             | 37     |
| 5                 | Karol Divín        | Tchecoslováquia    | 58     |
| 6                 | Michael Booker     | Reino Unido        | 58     |
| 7                 | Norbert Felsinger  | Áustria            | 60     |
| 8                 | Charles Snelling   | Canadá             | 69     |
| 9                 | Alain Calmat       | França             | 79     |
| 10                | Hugh Graham        | Reino Unido        | 79     |
| 11                | István Szenes      | Hungria            | 103    |
| 12                | Hans Müller        | Suíça              | 114    |
| 13                | Tilo Gutzeit       | Alemanha Ocidental | 114    |
| 14                | Brian Edward Tuck  | Reino Unido        | 119    |

### Individual feminino
| Pos.              | Nome                     | Nacionalidade      | Pontos |
| ----------------- | ------------------------ | ------------------ | ------ |
| Medalha de ouro   | Tenley Albright          | Estados Unidos     | 9      |
| Medalha de prata  | Carol Heiss              | Estados Unidos     | 28     |
| Medalha de bronze | Hanna Eigel              | Áustria            | 29     |
| 4                 | Ingrid Wendl             | Áustria            | 41     |
| 5                 | Erica Batchelor          | Reino Unido        | 43     |
| 6                 | Carole Jane Pachl        | Canadá             | 58     |
| 7                 | Patricia Firth           | Estados Unidos     | 59     |
| 8                 | Yvonne Sugden            | Reino Unido        | 64     |
| 9                 | Ann Johnston             | Canadá             | 77     |
| 10                | Catherine Machado        | Estados Unidos     | 87     |
| 11                | Rose Pettinger           | Alemanha Ocidental | 105    |
| 12                | Dawn Hunter              | Austrália          | 121    |
| 13                | Ilse Musyl               | Áustria            | 129    |
| 14                | Dagmar Lerchová-Rehaková | Tchecoslováquia    | 126    |
| 15                | Joan Haanappel           | Países Baixos      | 130    |
| 16                | Fiorella Negro           | Itália             | 141    |
| 17                | Alice Fischer            | Suíça              | 158.5  |
| 18                | Miroslava Nachodska      | Tchecoslováquia    | 162    |
| 19                | Maryvonne Huet           | França             | 162.5  |
| 20                | Erika Rucker             | Alemanha Ocidental | 175    |
| 21                | Sjoukje Dijkstra         | Países Baixos      | 166    |
| WD                | Hanna Walter             | Áustria            | —      |

### Duplas
| Pos.              | Nome                              | Nacionalidade      | Pontos |
| ----------------- | --------------------------------- | ------------------ | ------ |
| Medalha de ouro   | Frances Dafoe / Norris Bowden     | Canadá             | 17.5   |
| Medalha de prata  | Sissy Schwarz / Kurt Oppelt       | Áustria            | 17.5   |
| Medalha de bronze | Marianne Nagy / László Nagy       | Hungria            | 28     |
| 4                 | Carole Ann Ormaca / Robin Greiner | Estados Unidos     | 46     |
| 5                 | Barbara Wagner / Robert Paul      | Canadá             | 65     |
| 6                 | Věra Suchánková / Zdeněk Doležal  | Tchecoslováquia    | 66.5   |
| 7                 | Marika Kilius / Franz Ningel      | Alemanha Ocidental | 68.5   |
| 8                 | Lucille Ash / Sully Kothman       | Estados Unidos     | 70.5   |
| 9                 | Alice Zettel / Claus Loichinger   | Alemanha Ocidental | 70.5   |
| 10                | Liesl Ellend / Konrad Lienert     | Áustria            | 83     |
| 11                | Eva Szőllősy / Gabor Vida         | Hungria            | 82     |
| 12                | Vivian Higson / Robert Hudson     | Reino Unido        | 87     |

### Dança no gelo
| Pos.              | Nome                               | Nacionalidade      | Pontos |
| ----------------- | ---------------------------------- | ------------------ | ------ |
| Medalha de ouro   | Jean Westwood / Lawrence Demmy     | Reino Unido        | 7      |
| Medalha de prata  | Pamela Weight / Paul Thomas        | Reino Unido        | 14     |
| Medalha de bronze | Barbara Radford / Raymond Lockwood | Reino Unido        | 21     |
| 4                 | Carmel Bodel / Edward Bodel        | Estados Unidos     | 30     |
| 5                 | Joan Zamboni / Ronland Junso       | Estados Unidos     | 34     |
| 6                 | Phyllis Forney / Martin Forney     | Estados Unidos     | 43     |
| 7                 | Fanny Besson / Jean Paul Guhel     | França             | 50     |
| 8                 | Sigrid Knacke / Günther Koch       | Alemanha Ocidental | 69     |
| 9                 | Lucia Fischer / Rudolf Zorn        | Áustria            | 69     |
| 10                | Bona Giammona / Giancarlo Sioli    | Itália             | 75     |
| 11                | Lindis Johnston / Jeffrey Johnston | Canadá             | 77     |
| 12                | Cathrina Odink / Jacobus Odink     | Países Baixos      | 84     |
| 13                | Claude Weinstein / Claude Lambert  | França             | 80     |
| 14                | Edith Peikert / Hans Kutschera     | Áustria            | 83     |
| 15                | Luise Lehner / Georg Lenitz        | Áustria            | 104    |

## Quadro de medalhas
| Ordem | País           | Medalha de ouro | Medalha de prata | Medalha de bronze |    | Ordem por total |
| ----- | -------------- | --------------- | ---------------- | ----------------- | -- | --------------- |
| 1     | Estados Unidos | 2               | 2                | 1                 | 5  | 1               |
| 2     | Reino Unido    | 1               | 1                | 1                 | 3  | 2               |
| 3     | Canadá         | 1               |                  |                   | 1  | 4               |
| 4     | Áustria        |                 | 1                | 1                 | 2  | 3               |
| 5     | Hungria        |                 |                  | 1                 | 1  | 4               |
| TOTAL | TOTAL          | 4               | 4                | 4                 | 12 | —               |